# 바흐만 골바르네자드

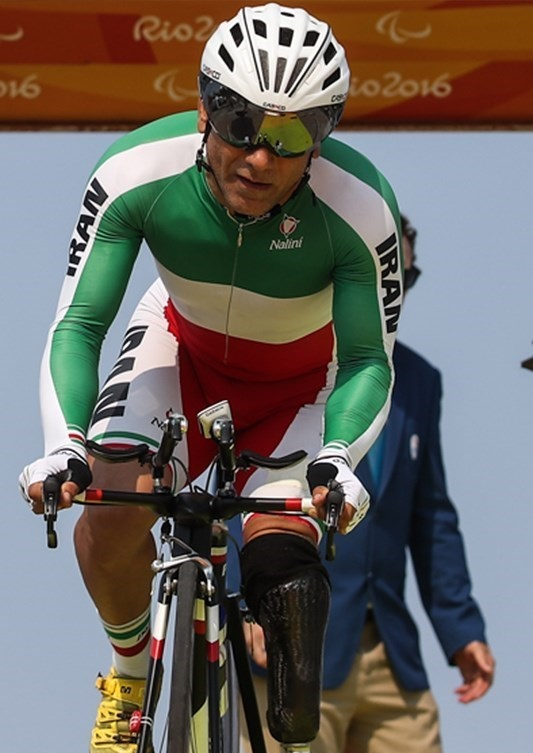
바흐만 골바르네자드

바흐만 골바르네자드(1968년 6월 12일 ~ 2016년 9월 17일, 페르시아어: بهمن گلبارنژاد)는 이란의 사이클 선수이다.
후제스탄주 아바단 출신이며 이란-이라크 전쟁 시대에 시라즈로 이주했다. 1988년 이란군 진영에 참전하여 전투를 벌이던 도중에 지뢰를 밟아 왼쪽 다리를 절단했다. 군대에서 제대한 이후에는 레슬링 선수, 역도 선수로 활동했고 2006년에 사이클 선수로 전향했다. 2012년 런던 하계 패럴림픽, 2016년 리우데자네이루 하계 패럴림픽 사이클에 참가했으며 2012년에는 암 투병 생활을 하던 아내가 사망했다.
2016년 리우데자네이루 하계 패럴림픽 C4-5(사지 절단 장애) 남자 사이클 로드 레이스 경기 도중에 산악 구간 내리막길에서 충돌하여 병원으로 옮겨졌으나 사망하였다. 이 사고로 인해 그는 패럴림픽 경기 도중에 사망한 최초의 선수가 되었다.